# Повіт Міяґі
Пові́т Мія́ґі (яп. 宮城郡, みやぎぐん, МФА: [mʲijagʲi guɴ]) — повіт у префектурі Міяґі, Японія.